# الدعارة في البحرين
الدعارة في البحرين غير قانونية ويُعاقب عليه بالسجن و يتم ترحيل الرعايا الأجانب بعد العقاب، لكنها حصلت على سمعة طيبة في الشرق الأوسط باعتبارها وجهة رئيسية للسياحة الجنسية.
أفادت جمعية شباب البحرين لحقوق الإنسان في عام 2007 بوجود أكثر من 13,500 بغي في البلد وأن العدد في تزايد.